# Thrinaxodon Col
Il Thrinaxodon Col (in lingua inglese: Valico del Thrinaxodon), è una valico o passo di montagna antartico, situato 3,7 km a sudest della Rougier Hill, lungo la dorsale che si estende in direzione sud nelle Cumulus Hills, che fanno parte dei Monti della Regina Maud, in Antartide.
La denominazione è stata proposta nel 1971 all'Advisory Committee on Antarctic Names (US-ACAN) dal geologo David H. Elliot, dell'Istituto di Studi Polari dell'Ohio State University. Il valico è un sito dove sono stati ritrovati importanti fossili di vertebrati, tra cui molti reperti di Thrinaxodon, un terapside simile ai mammiferi.